# Sascha Stegemann
Sascha Stegemann (* 6. Dezember 1984 in Niederkassel) ist ein deutscher Fußballschiedsrichter.

## Werdegang
Stegemann leitet seit dem Jahr 2008 Spiele auf DFB-Ebene. Im Januar 2012 wurde er auf die Liste der DFL-Schiedsrichter für die 2. Bundesliga gesetzt, in der er es bis zum Sommer 2014 auf 20 Einsätze brachte. Der Aufstieg in die 1. Bundesliga erfolgte zur Saison 2014/15. Für Herbert Fandel, den damaligen Vorsitzenden der DFB-Schiedsrichter-Kommission, ist Stegemann ein „klarer und mutiger Spielleiter, der das Team in der Bundesliga bereichern wird“. Die Nominierung erfolgte auch im Hinblick darauf, dass in den folgenden Jahren eine Reihe von langjährigen Bundesliga-Schiedsrichtern die Altersgrenze erreichen und daher ausscheiden werden.
Am 31. August 2014 leitete Stegemann mit der Begegnung 1. FSV Mainz 05 gegen Hannover 96 sein erstes Spiel der Fußball-Bundesliga. Am 25. Mai 2017 war er Schiedsrichter des Hinspieles der Relegation zur Fußball-Bundesliga 2017/18 zwischen dem VfL Wolfsburg und Eintracht Braunschweig. In dem Relegationsspiel entschied Stegemann nach einem Handspiel auf Elfmeter für den VfL, den Mario Gómez zum 1:0-Endstand verwandelte. Diese Entscheidung galt als umstritten.
Am 21. Mai 2022 pfiff Stegemann das Finale des DFB-Pokals im Berliner Olympiastadion zwischen dem SC Freiburg und RB Leipzig. Ihm assistierten Mike Pickel und Frederick Assmuth. Als Vierter Offizieller fungierte Robert Schröder, Video-Assistenten waren Sören Storks und Christian Gittelmann.

### FIFA
Zum Jahresbeginn 2019 wurde Stegemann vom DFB als FIFA-Schiedsrichter nominiert. Seine Nominierung erfolgte nach dem altersbedingten Ausscheiden von Manuel Gräfe. Sein Debüt auf internationalem Parkett feierte er am 24. Juli 2019 in der Qualifikationspartie der UEFA Champions League zwischen NK Maribor und AIK Solna. Sein erstes A-Länderspiel leitete er im Oktober 2020 mit der Partie zwischen Montenegro und Luxemburg in der UEFA-Nations-League-Gruppenphase.
2019 fungierte Stegemann bei der Frauen-Weltmeisterschaft 2019 in Frankreich als Video-Assistent.

## Privates
Stegemann lebt in Niederkassel und pfeift für den 1. FC Niederkassel im Fußball-Verband Mittelrhein. Er ist Diplom-Verwaltungswirt (FH) und hat das Erste Juristische Staatsexamen. Sein Bruder Mitja pfeift in der 3. Liga.